# Quasi-Park Narodowy Iki-Tsushima
Quasi-Park Narodowy Iki-Tsushima (jap. 壱岐対馬国定公園 Iki-Tsushima Kokutei Kōen) – quasi-park narodowy w Japonii.
Park obejmuje tereny usytuowane na wyspach Iki i Tsushima, należących administracyjnie do prefektury Nagasaki, o obszarze 119,5 km².. 
Park jest klasyfikowany jako chroniący krajobraz (kategoria V) według IUCN.
Obszar ten został wyznaczony jako quasi-park narodowy 22 lipca 1968. Podobnie jak wszystkie quasi-parki narodowe w Japonii, jest zarządzany przez samorząd lokalny prefektury.